# Abt-Fulrad-Brücke (Kleinblittersdorf)
 (mai 2015).
Si vous disposez d'ouvrages ou d'articles de référence ou si vous connaissez des sites web de qualité traitant du thème abordé ici, merci de compléter l'article en donnant les références utiles à sa vérifiabilité et en les liant à la section « Notes et références ».
Le Pont International/Abt-Fulrad-Brücke (en français Pont Abbé Fulrad) est un pont reliant Grosbliederstroff en France à Auersmacher en Allemagne. La portion française représentée par la D661A est appelée Pont International tandis que la partie allemande du pont porte le nom de Abt-Fulrad-Brücke.

## Description et histoire
La construction du pont se termine en 1983 après trois ans de travaux. Les coûts de ceux-ci s'élèvent à environ 4 millions d'euros. Le pont enjambe la Sarre au niveau de la frontière ainsi que la ligne de tramway (Saarbahn) reliant Sarrebruck à Sarreguemines. Les fondations sont composées de béton armé et la structure d'acier. L'accès au pont du côté français se fait à partir d'un carrefour giratoire. Un chemin piéton a été aménagé du côté allemand, il ne continue pas du côté français.
Le pont a été conçu comme une station de douane qui permet le passage de camions de passagers et de transports de fret. Il relie la B51 en Allemagne à la D661 en France. Après la mise en vigueur de la convention Schengen, les bâtiments et le terrain de la zone frontalière deviennent inutiles, deux ans seulement après leur construction.
Le nom du pont fait référence à Fulrad (710-784), abbé de Saint Denis. Les premières mentions de Grosbliederstroff et Kleinblittersdorf viennent des riches possessions de sa famille sur le territoire de la Moselle et de la Meuse. 
Chaque jour plus de 4 000 véhicules empruntent le pont. En 1998 un renouvellement de la chaussée est nécessaire en raison du trafic. Les dernières réparations du pont remontent à 2011.
À cause des travaux sur un giratoire dans la route B51 sur la rive allemande, la commune de Kleinblittersdorf a annoncé que le pont restera fermé pour la circulation en venant de la France vers l'Allemagne jusqu'à fin septembre 2020. En raison de problèmes logistiques les travaux ont commencé plus tard et seront terminés environ mi-octobre 2020.

## Culture

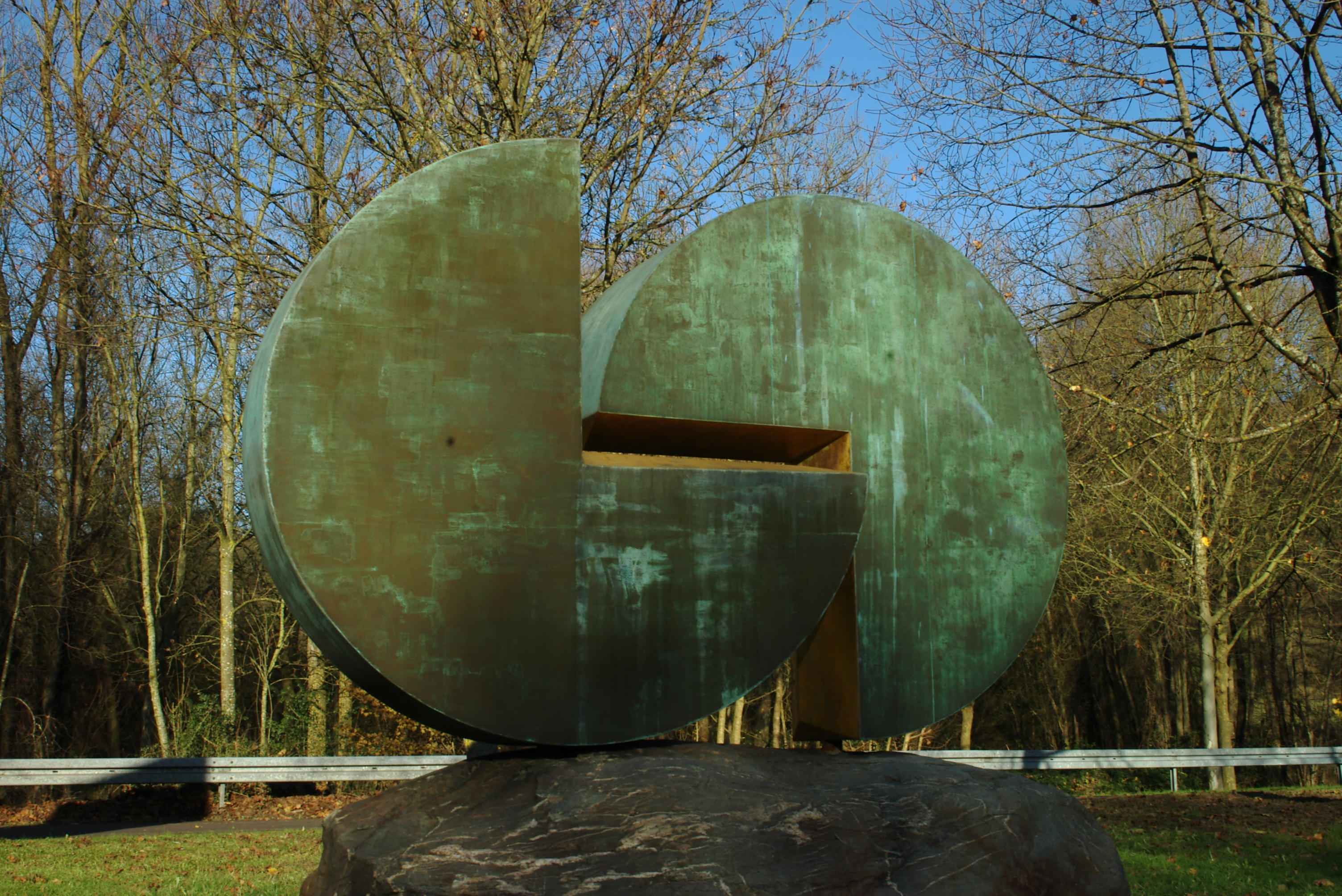
„Grenze zwischen Deutschland und Frankreich“ (1987)

Sur la rive allemande se trouve depuis 1987 une sculpture créée par Wolfram Huschens d'environ 2 mètres 50 de hauteur qui représente l'Allemagne et la France.